# Wolodymyr Kubijowytsch

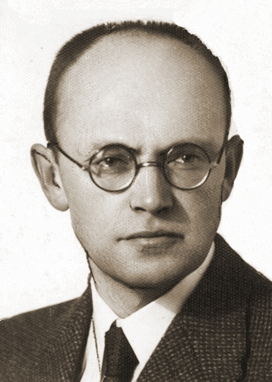
Wolodymyr Kubijowytsch vor 1939

Wolodymyr Mychailowytsch Kubijowytsch (* 23. September 1900 in Nowy Sącz, Galizien, Österreich-Ungarn; † 2. November 1985 in Paris, Frankreich) war ein ukrainischer Nazi-Kollaborateur, Historiker, Ethnograph, Geograph und Lexikograph.

## Leben
Wolodymyr Kubijowytsch lehrte zwischen 1928 und 1939 an der Universität Krakau. 1940 wechselte er als Professor an die Ukrainische Freie Universität in Prag.
Während des Zweiten Weltkrieges leitete er das Ukrainische Zentralkomitee in Krakau und 1943 beteiligte sich maßgeblich an der Aufstellung der Division Galizien der Waffen-SS.
1945 wanderte er zuerst nach Deutschland aus, wo man ihn wegen des Vorwurfs der Kollaboration mit den deutschen Besatzungsbehörden verhaftete, von dem er später jedoch vollständig freigesprochen und freigelassen wurde. Daraufhin ging er nach Frankreich. Er veröffentlichte mehr als 80 Arbeiten über Anthropogeographie und Demographie der Ukraine, vor allem der Karpatenregion und war der Chefredakteur und Herausgeber der englischsprachigen Encyclopedia of Ukraine, zu der er zahlreiche Einträge beitrug.

## Ehrungen
2023 sollte die Kiewer Prschewalski-Straße umbenannt werden. Der neue Name wurde durch eine Abstimmung in der Bevölkerung ermittelt und diese entschied sich mit über 30 % für Kubijowitsch. Aufgrund eines Einspruches des israelischen Botschafters wurde die Umbenennung nicht durchgeführt.

## Werke (Auswahl)

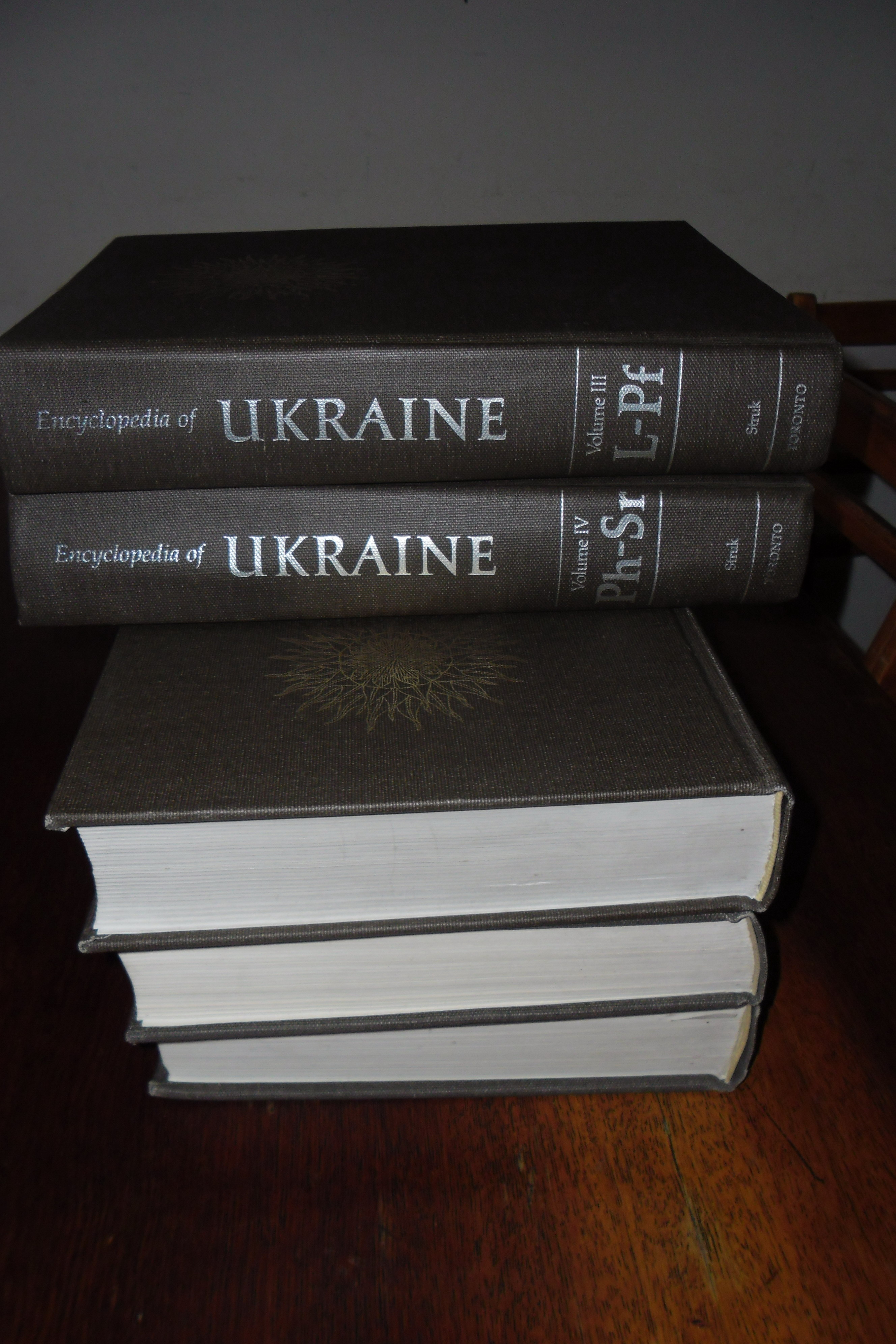
Die Encyclopedia of Ukraine

- Landwirtschafts- und Waldgeographie der Ukraine
- Siedlungsgeschichte, Bevölkerungsverteilung und Bevölkerungsbewegung der Ukraine
- Die Ukrainer im Generalgouvernement
- Lage, Grenzen und Territorium der ukrainischen Gebiete
- Die Verteilung der Bevölkerung in der Ukraine
- Atlas der Ukraine und benachbarten Gebiete
- Historischer Atlas der Ukraine
- Encyklopedija ukrai͏̈noznavstva (Mitautor)

Quelle: